# Aneka
Mary Sandeman, bedre kendt som Aneka, er en popsanger fra Storbritannien. Hun blev kendt for nummeret "Japanese Boy" fra 1981.

## Diskografi
- Aneka (1981)